# بندیجا پایسا
بندیجا پایسا (انگلیسی: Bandeja paisa)

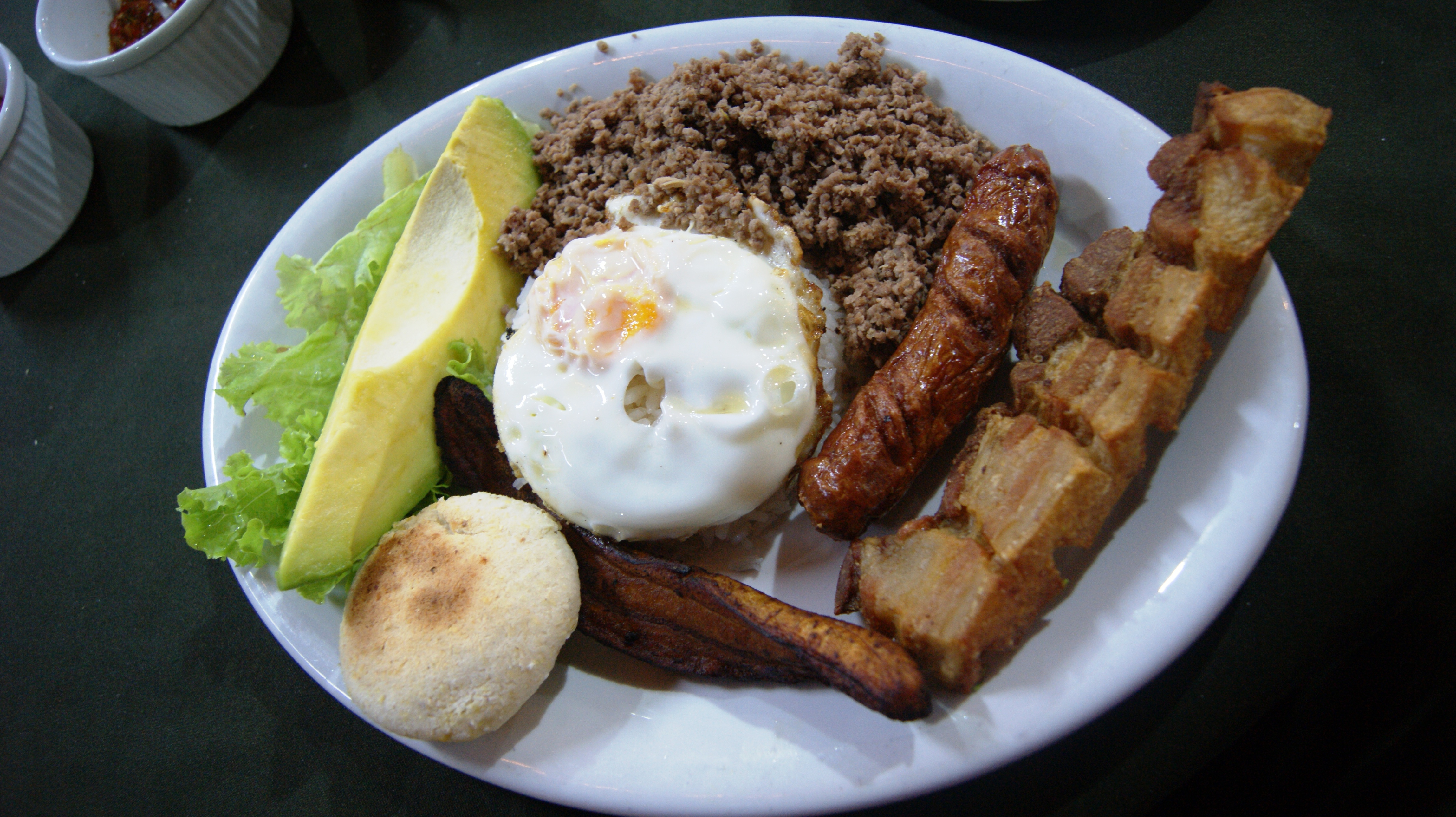
بندیجا پایسا از رستوران Chócolos در مدلین کلمبیا

- بندیجا پایسا اشاره به یک فرد از منطقه پایسا دارد و بندیجا معادل اسپانیایی برای صفحه گرامافون است. با گونه‌های شناخته شده از این غذا با عناوین بندیجا ارییرو، بندیجا مونتانرا، بندیجا انتیوگوانا یک وعده غذایی معمولی و محبوب در آشپزی کلمبیایی به خصوص دربخش آنتیوکیا و منطقه پایسا و همچنین بین تولیدکنندگان قهوه کلمبیا، (بخشهای کالداس، کیندیو، ریسرلدا) و بخشی از بایه دل کاتوکا است.
مشخصه اصلی این غذا مقدار سخاوتمندانه آن و گونه‌های متفاوت مواد غذایی به کار رفته در آن است. مواد سازنده یک بندیجا پایسا سنتی به قرار زیر است: لوبیا قرمز پخته شده با گوشت خوک سفید، برنج با ادویه مولیدا (molida) (گوشت چرخ کرده)، چیچارون، تخم مرغ سرخ شده (نیمرو)، موز سبز،  چوریزو، آره پا، هاگائو (hogao) سس پودینگ سیاه و سفید (سوسیس خون), آووکادو و لیمو.
این غذا در یک بشقاب یا سینی سرو می‌شود.

## منشأ پیدایش
منشأ بندیجا پایسا تحت تاثیر چندین فرهنگ مختلف (مبادله کلمب) است که ساکنان کلمبیا در طول قرن‌ها از جمله مردم بومی کلمبیا، همچنین استعمارگران اسپانیایی و آفریقایی می‌باشد. در قرن ۱۹ استعمارگران فرانسوی و انگلیسی غذاهای خود را نیز با خود به ارمغان آوردند.
شکل فعلی و نحوه سرو فعلی پایسا در بشقاب نسبتاً جدید است. در دستورالعمل‌های غذایی در مورد این ظرف تا قبل از سال ۱۹۵۰ هیچ اشاره مبنی بر سرو غذا در بشقاب وجود ندارد. این روش احتمالاً یک تفسیر توسط رستوران‌های محلی از غذاهای ساده دهقانها است.

### دستور
- دستور غذا Bandeja Paisa در "Asterisco"
- Artes y saberes de la bandeja paisa
- دستور غذا برای Bandeja Paisa